# Inview Technology
Inview Technology Ltd je společnost založená ve Spojeném království, která je předním světovým dodavatelem bezplatného elektronického programového průvodce (EPG) pro levné televize ve spolupráci se společnostmi, jako jsou například Teletext, Acetrax a On Demand Group. Její produkt transformuje televizi třídy 2 na chytrou („smart“) televizi. Ředitel společnosti Ken Austin je expertem v EPG.
Po třech letech rozvoje začal být EPG Inview Inside používán v několika zemích, například ve Španělsku, v Itálii, v Německu, ve Francii a v Polsku.

## Partneři
Jedním z partnerů Inview se stal prodejce digitálních filmů Acetrax. V únoru 2012 začal provozovat on-line televizní programy a filmy pro zákazníky ve Spojeném království, Francii, Itálii a Německu bez nutnosti použití předplacené služby.